# Mistrz z Heiligenkreuz
Mistrz z Heiligenkreuz (Mistrz Wotywnego Obrazu z Sankt Lambrecht) – austriacki malarz anonimowy, aktywny na początku XV wieku.

## Działalność artystyczna
Jego nazwa pochodzi od dyptyku, należącego do opactwa cystersów w Heiligenkreuz, w południowo-wschodniej Austrii, w pobliżu dzisiejszej granicy z Węgrami. Na lewym skrzydle przedstawiona została scena Zwiastowania, a na jej rewersie Madonna z Dzieciątkiem; na prawym skrzydle artysta przedstawił Mistyczne małżeństwo św Katarzyny a na jego rewersie św. Dorotę. Sposób przedstawienia detali strojów postaci i ikonografia, łączy styl mistrza z gotykiem międzynarodowym z pierwszej dekady XV wieku.

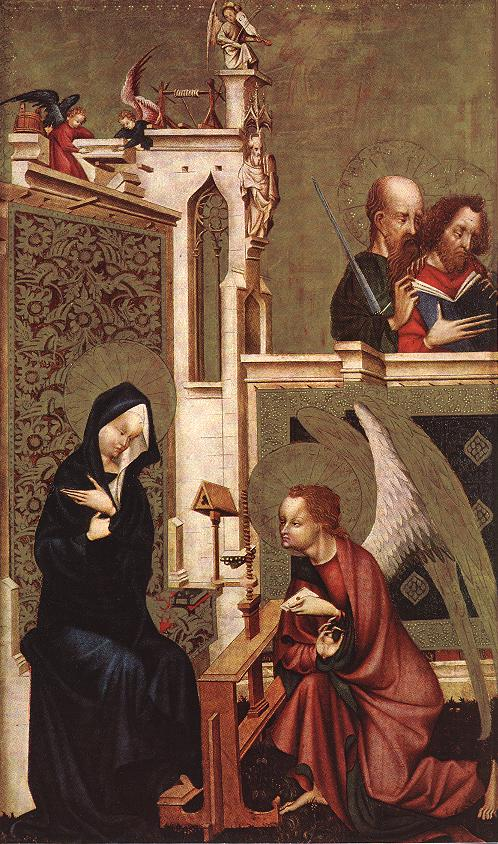
Zwiastowanie, scena z lewego skrzydła Dyptyku z Heiligenkreuz

## Identyfikacja artysty
W 1922 roku, austriacka historyk sztuki Betty Kurth, identyfikowała Mistrza z Heiligenkreuz jako francuskiego artystę związanego z dworem paryskim. Inni historycy przypisywali mu narodowość francuską, niemiecką, austriacką lub czeską; istniały również hipotezy, iż był artystą wędrownym, który lekcje pobierał we Francji, ale działał w północnej Austrii. Elementy stylistyczne wykorzystywane przez niego również nie dają jasnej wskazówki co do jego narodowość: złote ozdoby wskazują na pracownie francusko–burgundzkie z końca XIV wieku. W jego pracach wyróżniają się gotyckie elementy dekoracyjne oraz nieproporcjonalne postacie z długimi cienkimi kończynami i palcami.